# 구글 래티튜드
구글 래티튜드(Google Latitude)는 구글이 이전 SMS 기반 서비스인 닷지볼의 후속 제품으로 개발한 구글 지도의 위치 인식 기능이다. 래티튜드를 통해 휴대폰 사용자는 특정 사람들이 자신의 현재 위치를 볼 수 있도록 허용했다. 자신의 구글 계정을 통해 사용자의 휴대전화 위치가 구글 지도에 매핑되었다. 사용자는 다른 사용자가 볼 수 있는 내용의 정확성과 세부 정보를 제어할 수 있다. 정확한 위치가 허용되거나 도시만 식별하도록 제한될 수 있다. 개인정보 보호를 위해 사용자가 기능을 끄거나 위치를 수동으로 입력할 수도 있다. 사용자는 명시적으로 래티튜드를 선택해야 했으며 자신의 위치를 공유하기로 결정한 친구만 위치를 볼 수 있었다.
구글은 2013년 7월 10일에 래티튜드 종료 계획을 발표했고 2013년 8월 9일에 중단되었다. 그 사이에 기능이 구글+로 이전된 후 구글은 2017년 3월에 래티튜드의 위치 공유 기능을 구글 지도에 통합했다.

## 같이 보기
- 위치 기반 서비스
- 나의 찾기